# Utilia Lenkiewitz
Utilia Lenkiewitz, født van Mander (ca. 1710 – 23. september 1770 i København) var en dansk skuespillerinde.
Hun var datter af matematisk instrumentmager Carl van Mander (ca. 1686-1740) og Helene Nielsdatter (død 1716) og nedstammede på fædrene side fra den berømte kunstnerslægt van Mander.
Man ved intet om endes liv, forinden hun 1747 optrådte, rimeligvis i ældre komiske roller, på Julius Henrik von Qvotens teater i Store Kongensgade; her lærte hun den polske forfatter og skuespiller Adam Lenkiewitz (ca. 1723 i Aris, Polen – januar 1783 i København) at kende, og de giftede sig 6. februar 1749. Han ernærede sig som skuespiller og forsøgte sig tillige som forfatter; von Qvotens åbningsstykke Phistophile oder die träumende Liebe skyldtes således hans pen. Da von Qvoten havde måttet lukke sit teater, optoges madam Lenkiewitz i de danske aktørers trup, og hendes mand blev kontrollør ved det nye komediehus.
Madam Lenkiewitz havde efter traditionen, der gennem skuespilleren Frederik Schwarz, som i sin tidlige ungdom havde set hende på scenen, nåede Thomas Overskou, til valgsprog: "Det er Naturen, som skal komme Folk til at lee", og der tilføjes, at hun aldrig svigtede dette, hvor yppig hun end lod sit Lune spille. Hun ansås for en fuldendt fremstillerinde af "alle gamle Fruentimre, fra virkelig fornemme Standsdamer ned til Sladderkællinger og Bønderkoner". Det siges, at hun forstod at variere selv temmelig ensartede roller, og at hun med fasthed gennem førte den anslåede karakter. Hendes standsfæller beundrede "den Virkelighed, hvormed hun holdt sig i sin Rolle fra det Øjeblik, hun betraadte Scenen, og indtil hun var kommen langt ind i Kulissen".
Teatermuseet i Hofteatret ejer et fornemt portrætmaleri af Utilia Lenkiewitz med moppe på skødet. Dette portræt er udført af en ukendt kunstner, men tilskreves Peder Als. På det opbevarede portræt af madam Lenkiewitz er hun afbildet med en spids anstand, der minder noget om en høne, der bryster sig; den må have passet omtrent lige vel til den forlystelsessyge Magdelone i Maskeraden som til den anestolte Donna Olympia i Don Ranudo; mundens bestemte, skarpe linjer må have gjort hende skikket til at fremstille de koner, der selv er hjemme, hendes skikkelse er ungdommelig og fristende nok til leflende koketter som Béline i Den indbildt syge, og de store, kloge øjne sige, at hun var en bevidst kunstnerinde.
Hun spillede sine sidste roller i 1770 som Flaminia, hovedrollen i den franske komedie Den coquette Enke og Duraminte i en anden fransk komedie Hver Mands Ven. Madam Lenkiewitz døde 23. september 1770 "af tærende Syge" (tuberkulose?).